# Путовање (кратки филм из 1972)
Путовање је југословенски кратки филм први пут приказан 10. јануара 1972. године. Режирао га је Богдан Жижић а сценарио су написали Маријан Арханич и Богдан Жижић.

## Улоге
| Глумац            | Улога |
| ----------------- | ----- |
| Ивица Видовић     |       |
| Фабијан Шоваговић |       |
| Зденка Хершак     |       |
| Нада Суботић      |       |
| Звонко Лепетић    |       |
| Невенка Младичек  |       |
| Богдан Плећаш     |       |